# گودوو (استان اشوی‌داشکسیه)
گودوو (به لهستانی: Godów) یک منطقهٔ مسکونی در لهستان است که در گمینا پاوووو واقع شده‌است. گودوو ۵۱۰ نفر جمعیت دارد.